# مقاطعة نيريز
مقاطعة نيريز (بالفارسية: شهرستان نی‌ریز) هي إحدى المقاطعات في محافظة فارس في إيران. مركز مقاطعة نيريز هو مدينة نيريز.